# Památník Petra Bezruče
Památník Petra Bezruče je expoziční areál a literárněvědecké pracoviště Slezského zemského muzea v Opavě. Sídlí v rodném domě Petra Bezruče a kromě jeho odkazu spravuje a zpracovává pozůstalosti dalších spisovatelů Slezska a severní Moravy.

## Historie
Snahy o muzejní dokumentaci regionální literatury spojené s počátky literárněvědných bádání spadají do poválečného období a jsou vázány především k osobnosti Petra Bezruče.

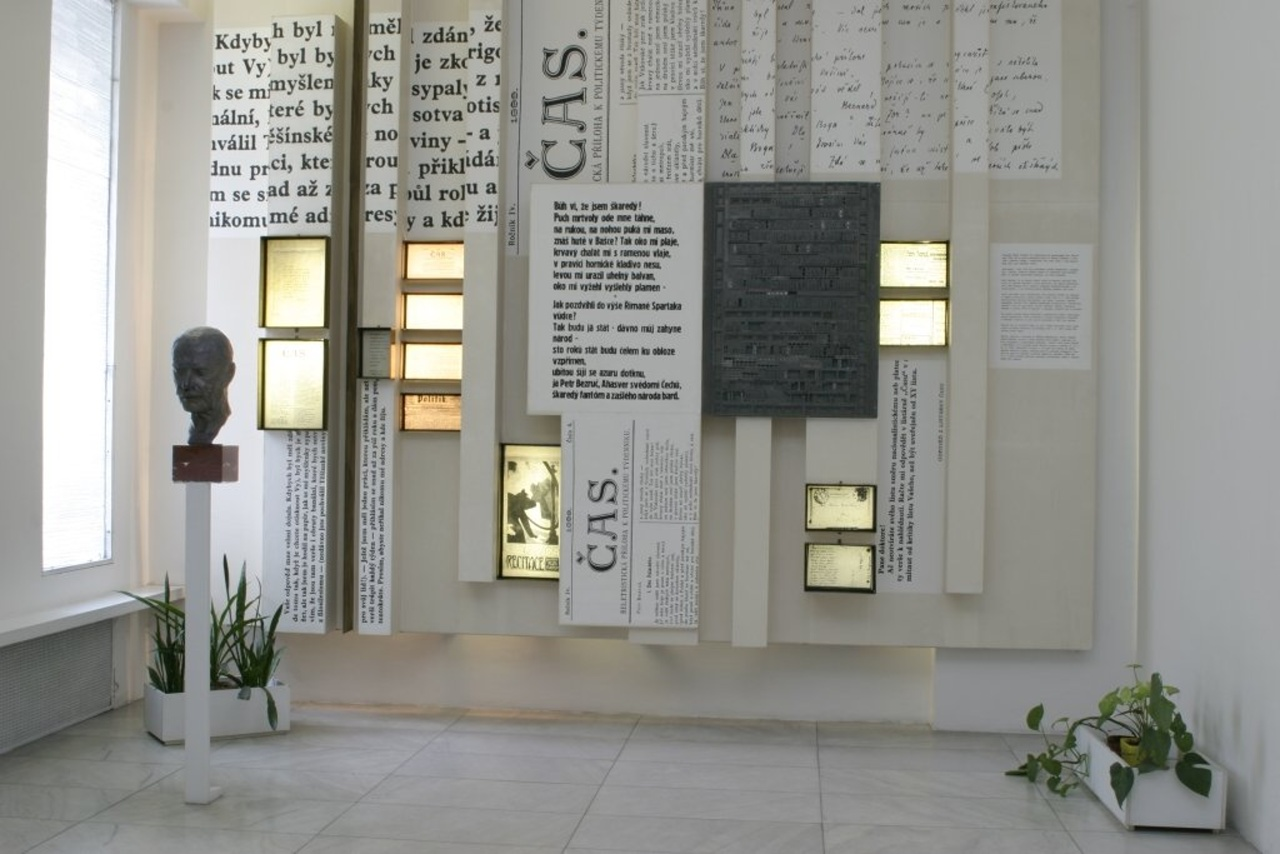
Památník Petra Bezruče – interiér

Dne 10. března roku 1946 se ustavila Společnost Petra Bezruče v Opavě, jejíž záměr se upínal k vybudování Bezručova muzea. Roku 1953 se úmyslu chopil Slezský studijní ústav, v němž bylo zřízeno zvláštní oddělení P. Bezruče. K slavnostnímu otevření muzea, zaměřeného na speciální literárněarchivní dokumentaci, došlo v Opavě dne 5. května roku 1956. Po reorganizaci Slezského studijního ústavu v roce 1958 byl PPB přičleněn k Slezskému muzeu. Po smrti Petra Bezruče se PPB stal jeho univerzálním dědicem. Dědictvím, dary i vlastní sbírkotvornou činností byl vybudován fond obsahující základní dokumentaci života, díla a literárního ohlasu P. Bezruče, zatímco ohlas v hudebním a výtvarném umění byl dokumentován jen výběrově. Bezručovská dokumentace, která byla v minulosti a zůstala i v současnosti celostátní specializací PPB, byla počátkem 60. let obohacena o dokumentaci literatury Slezska a Ostravska.
V současnosti je v PPB vybudován cenný fond autorů Slezska a Ostravska řadící se svým rozsahem v ČR hned za fondy Památníku národního písemnictví v Praze. Jde v naprosté převaze o materiál písemný - osobní doklady, rukopisy, korespondenci a jiný dokumentační materiál. Počet sbírek dosáhl 197 375 kusů. Koncem 70. let začalo pracoviště rozšiřovat formy i zaměření dokumentace za pomoci audiovizuální techniky: byl takto vybudován fond fónik, zachycující tvůrčí proces i prezentaci díla autorů sběrné oblasti. V 80. letech bylo schváleno rozšíření dokumentace na oblast česko-polských literárních vztahů a oblast polské literatury vznikající v našem kraji.

## Současná expozice

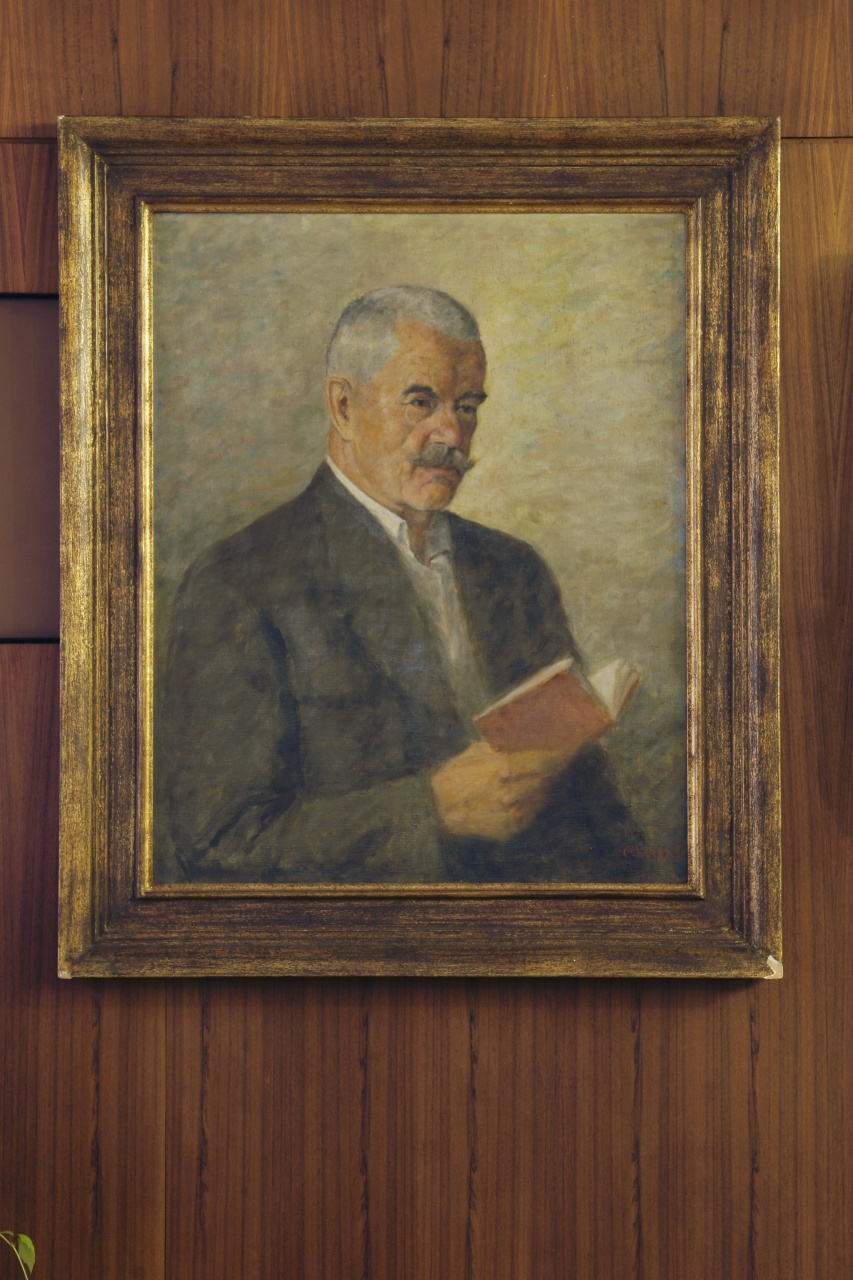
Památník Petra Bezruče – interiér, portrét básníka

Expozice Život a dílo Petra Bezruče je instalována v budově Památníku Petra Bezruče, která stojí v místě, kde stával rodný dům básníka. Byla vybudována v roce 1967 pod záštitou UNESCO v rámci oslav 100. výročí narození Petra Bezruče. Návštěvník se seznámí s literárním děním 90. let 19. století a se vstupem P. Bezruče do české poezie. V další části se seznámí s osobami kolem Petra Bezruče, s místy jeho pobytu, s rodiči a rodokmenem. Závěr expozice tvoří ukázky jednotlivých vydání Slezských písní (i v cizojazyčných překladech).

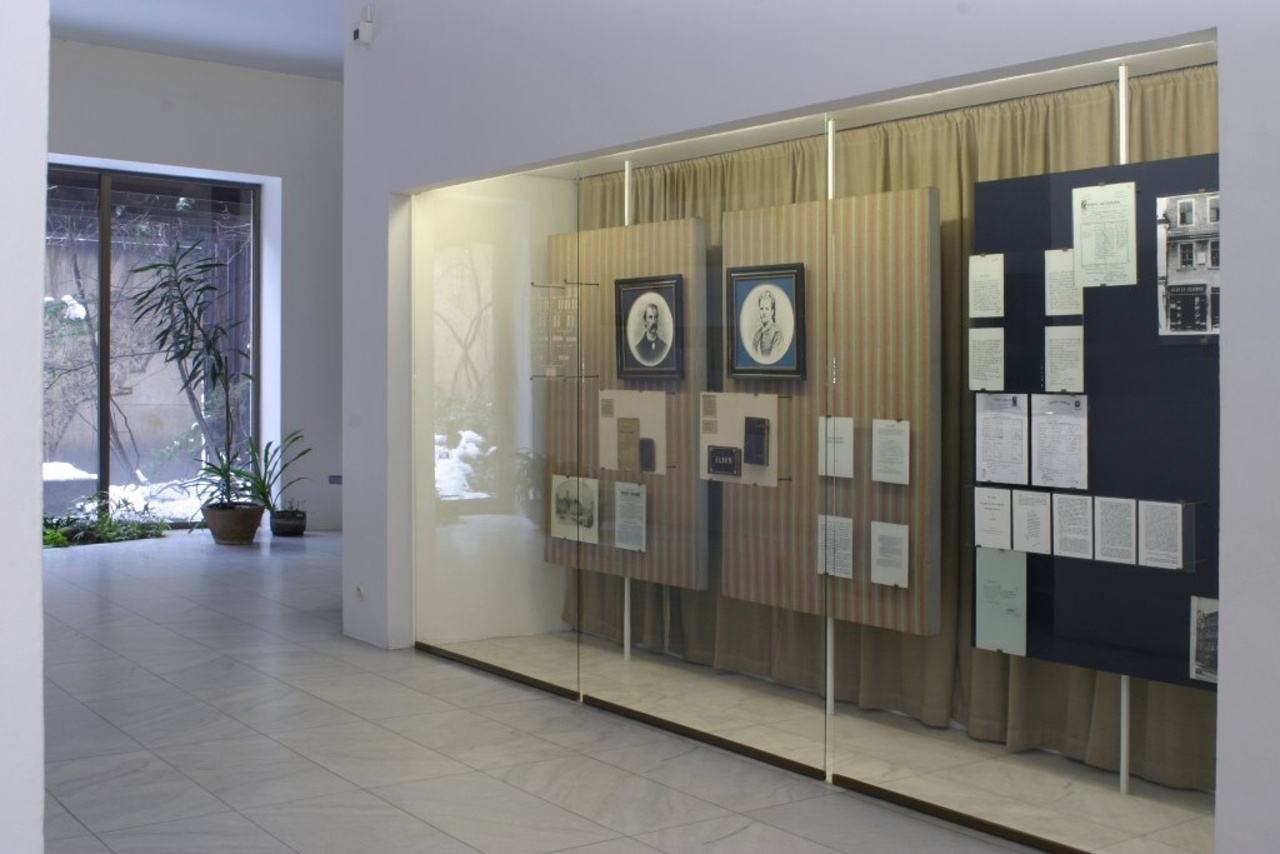
Památník Petra Bezruče – interiér 2